# Team Corendon
Team Corendon was een Nederlandse schaatsploeg, opgericht door oud-langebaanschaatsster Renate Groenewold in 2011. Hoofdsponsor van het team was Corendon, in het eerste seizoen (2011–2012) was Op=Op Voordeelshop nog hoofdsponsor.. Voorzitter van de stichting Vrouwelijk Schaatstalent naar de Top was oud-schaatsster Barbara de Loor. In het begin was het een pure damesschaatsploeg, maar na de fusie met Team Van Veen in 2013 werd het een gemengde ploeg. Trainers in het laatste seizoen waren Peter Kolder en Stefano Donagrandi. In mei 2016 werd de ploeg definitief opgeheven.

## Ontstaan
In april 2011 werd bekend dat Groenewold bezig was met het opzetten van een nieuwe schaatsploeg. In eerste instantie werd de naam van schaatsster Annouk van der Weijden genoemd, die de overstap maakt van 1nP, een dag later werd de naam van Liga-trainer Peter Kolder genoemd als hoofdtrainer. Groenewold maakte op 20 april bekend dat Thijsje Oenema zich bij het team heeft gevoegd. Samen met Natasja Bruintjes zijn zij het sprintduo van het team.

### Successen
Op het NK Afstanden 2012 was Op=Op het derde team qua medailles. Twee keer goud voor Oenema op de 500 en 1000 meter, brons voor Van der Weijden en zilver van Achtereekte op de 5000 meter. Met ingang van het seizoen 2012/2013 wisselden de hoofd- en cosponsor tot aan de Winterspelen van 2014. In maart 2013 kwamen daar Lotte van Beek, Marrit Leenstra, Maurice Vriend en Renz Rotteveel van Team Van Veen bij die hun hoofdsponsor niet zagen komen. Daarnaast maakte Robert Bovenhuis de overstap van BAM. Op 5 maart 2014 werd bekend dat het contract van Corendon met de schaatsploeg met twee jaar werd verlengd met een optie tot 2018. Na afloop van het seizoen 2013/2014 nam Groenewold afscheid van de ploeg en werd de ploeg enkel nog getraind door Van Veen. Koen Verweij keerde vervolgens terug bij zijn oude trainer toen TVM ophield te bestaan.
Tussen Blokhuijsen en Van Veen vielen tijdens het NK Allround over en weer zware woorden. Later bleek dat er grote teleurstelling is over het verloop van het seizoen, maar aan het einde van het seizoen schaarden Verweij, Rotteveel, De Vries en Vriend zich ook achter diens kritiek door het vertrouwen op te zeggen in de technische staf; coach Van Veen en teammanagers Chiel van Praag en Martijn Kabbes en daarmee een andere invulling - trainingsschema's en bijvoorbeeld de komst van Ireen Wüst - van de ploeg. NOS-commentator Martin Hersman becommentarieerde het gebeuren van het na-olympische seizoen als een chronologie van miscommunicatie. De komst van de vereiste zesde atleet, routinier Bob de Jong, zei daarover: Het begint met communicatie. Als ik die beelden met Blokhuijsen in de opwarmruimte van Thialf terughaal, dan zie ik een heleboel emotie op het verkeerde moment. Daar zat meer achter, denk ik dan. Dus moet je eerder en beter communiceren.
Voor topman Atilay Uslu in januari 2016 reden om vast te stellen dat er van de gestelde ambities niets terecht is gekomen en de maatschappij daarom na dit seizoen stopt als schaatsploeg. Als adviseur keerde Groenewold op 11 maart 2016 terug om een doorstart te maken met Kolder, Kabbes en Van Praag; dat werd Team Victorie. Op 20 oktober 2021 keerde na vijf jaar Corendon terug in de schaatssport, als co-sponsor van Team Worldstream-Corendon onder leiding van Kosta Poltavets. Verweij hield al die tijd nauwe contacten met Uslu toen hij als atleet verbonden was aan Team Corendon.

## Oud-leden
| - Carlijn Achtereekte (2011–2013) - Bas Bervoets (2012–2013) - Jan Blokhuijsen (2012–2015) - Floor van den Brandt (2012–2013) - Natasja Bruintjes (2012–2013) - Lisette van der Geest (2011–2012) - Roxanne van Hemert (2012–2013) - Moniek Kleinsman (2011–2012) - Rienk Nauta (2012–2013) - Thijsje Oenema (2011–2012) - Koen Verweij (2014–2015) | - Pepijn van der Vinne (2012–2013) - Jorien Voorhuis (2012–2013) - Maurice Vriend (2012–2015) - Annouk van der Weijden (2011–2013) - Karsten van Zeijl (2012–2013) - Bob de Jong (2015–2016) - Sjoerd de Vries (–2016) - Lotte van Beek (–2016) - Renz Rotteveel (–2016) - Marije Joling (–2016) - Marrit Leenstra (–2016) |